# Dione Oliveira
Dione Brito Oliveira ficou em segundo lugar no Miss Brasil 1959 representando o Estado de Pernambuco e recebeu o título de Miss Brasil Mundo, no concurso realizado na cidade do Rio de Janeiro.
No Miss Mundo, realizado nesse ano em Londres, Reino Unido, não foi classificada. Essa foi a segunda vez que o Brasil enviou uma representante ao Miss Mundo. Foi também a primeira vez que uma brasileira ficou de fora da fase final do concurso, já que sua antecessora, a pernambucana Sônia Maria Campos, havia sido finalista na edição anterior.